# Faune des Comores
Les Comores sont un archipel de l'océan Indien qui comporte de nombreuses espèces endémiques et espèces disparues.
La faune de l’archipel des Comores peut être considérée comme une version appauvrie de la faune de Madagascar bien que des phénomènes évolutifs particuliers s'y soient produits.

## Présentation
Les connaissances sur cette faune ont longtemps été très incomplètes. La faune mammalienne est pauvre malgré le nombre de biotopes, du fait de la situation insulaire. Elle est caractérisée néanmoins par la présence de deux espèces de lémuriens et d'une roussette (Pteropus livingstonii) menacée d’extinction (400 individus au monde présents seulement à Anjouan et Mohéli).
De nombreuses espèces ont disparu. On trouve cependant encore :
- 101 espèces d'oiseaux,
- 1 106 espèces d'insectes,
- 21 espèces de reptiles dont 10 endémiques.

Parmi celles-ci, 15 espèces sont vulnérables, menacées ou menacées d'extinction selon l'UICN :
- papillon grande queue menacée d'extinction,
- Pseusacrea lucretia comoranan
- Eretmochelys imbricata
- Pteropus livingstonii
- Otus capnodes
- Otus moheliensis
- Otus pauliani
- Zosterops mouroniensis
- Dicrurus fuscipennis

## Inventaire
Un inventaire partiel a été fait en 1870, par A. Gevray, procureur impérial de Pondichéry. Un autre inventaire, bien plus complet, a été publié en 2020 recensant plus de 300 espèces animales terrestres.
La liste présentée ici est non exhaustive et représente les grandes espèces identifiables, sur la base des deux inventaires cités.
Légende:

TC: très Commun, C: commun, R: rare.

## Mammifères

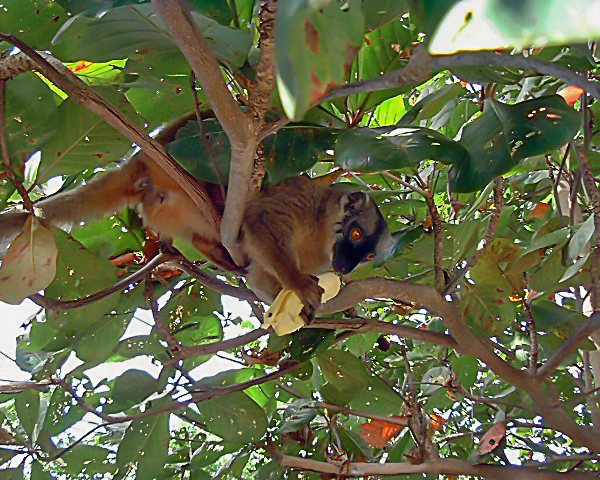
Eulemur fulvus mayottensis de Mayotte

### Mammifères terrestres

#### C.Maki de Mayotte(Eulemur fulvus mayottensis) seulement à Mayotte)
- R. Maki des Comores (menacé, à Anjouan et Mohéli)
- R. Mangouste indienne
- C. Civette malgache
- Tangue (Tenrec ecaudatus)
- R. Pachyure des Comores (Suncus cf. madagascariensis)
- Chauve-souris, dont : TC. Pteropus seychellensis comoriensis, TC. Roussette de Livingston, TC. Fanihi, C. Taphien de Maurice, C. Tadaride, R. Myotis anjouanensis, R. Mops leucostigma, R. Miniopterus griveaudi, R. Miniopterus aelleni.
- C. Rongeurs sauvages importés : rat noir, souris domestique...
- + Bétail & animaux de compagnie importés (zébu, chèvre, mouton, âne, chien, chat...).

### Mammifères marins
- dauphins
- baleines
- Dugongs

## Oiseaux
Voir Liste des espèces d'oiseaux de Mayotte
de nombreux gallinacés, pigeons

### Autres oiseaux
Échassiers, C. Crabier, TC. Courlis, C. Chevalier, TC. Courlieu, TR. Flamant, TC. Cul-blanc[Laquelle ?], C. Aigrette, TR. Poule d'eau.
Le Souimanga de Dussumier (Nectarinia dussumieri) et le drongo de Mayotte (Dicrurus waldenii) sont endémiques du groupe d'îles.

### Palmipède
R. Sarcelle, C. Goëlon (goéland ?), R. Plongeon, R. Fou, TR. Frégate, TC. Hirondelle de mer

### Rapace
TC. Papangue, C. Faucon émerillon, R. Buse, TC. Hibou

### Passereaux
TC. Corneille mantelée, C. Guêpier blanc, C. Saint-Esprit, C. Kirambo, C. Martin-pêcheur, C. Merle, R. Pluvier, C. Huppe, C. Moineau ou C. Linot vivant en famille de 15 à 20 individus, dans un nid en forme de bourse, C. Hirondelle, C. Cardinal, C. Veuve[Laquelle ?], C. Tarin, C. Roitelet, C. Pic

## Reptiles et amphibiens
- Batracien

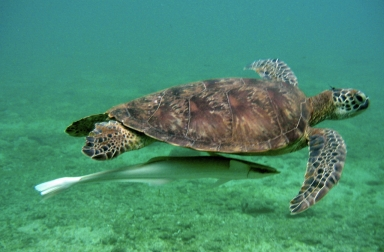
Tortue verte à Ouallah (Mohéli)

- TC. Tortue franche, à Mayotte et à Mohéli
- C. Tortue caret
- R. Couleuvre jaune clair, taille 0,80 mètre. Couleuvre gris bleuâtre, t. 0,50 m. C. Couleuvre rousse à taches brunes, t. 1,20 m (il n'y a pas de serpents venimeux)
- TC. Lézard vert à taches rouges, TC. Lézard livide ou margouillat, TR. Gecko, R. Lézard doré, TC. Caméléon, TC. Lézard brun
- Phelsuma nigra

autres espèces : Gecko diurne à poussière d'or

## Vie sous marine

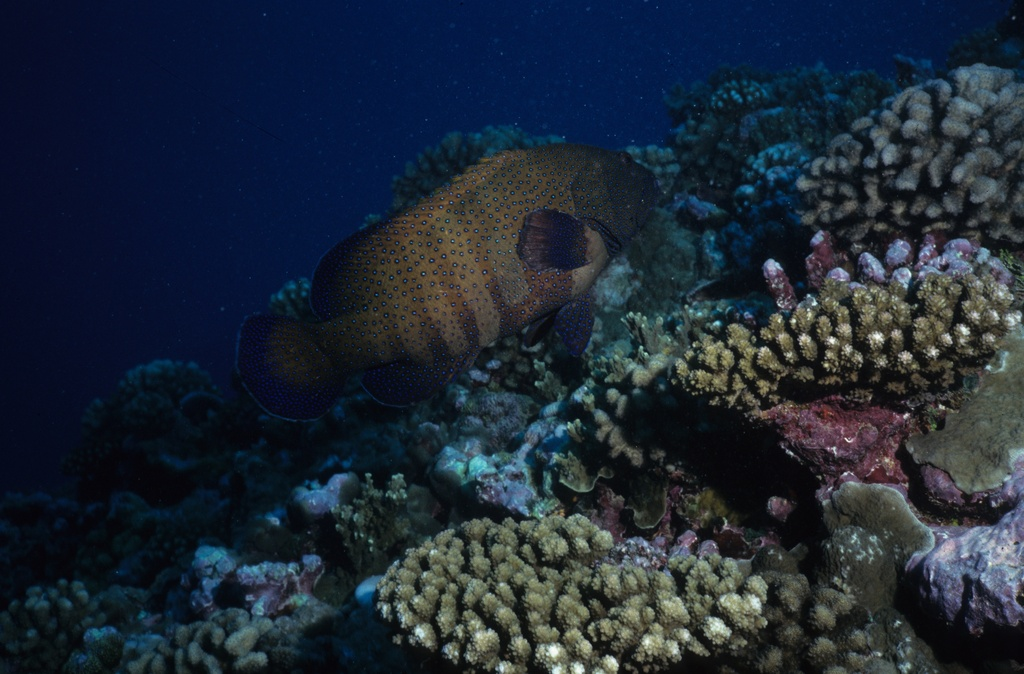
Plongée sous-marine aux Comores : mérou céleste (Cephalopholis argus)

El nino des années 2000 a beaucoup détruit la barrière de corail, d'autre part la surpêche côtière et certaines pratiques (dans l'union des Comores comme la pêche à l'explosif) rendent les fonds moins intéressants. Un Parc Marin a été créé à Mohéli en 1999, en partenariat avec les associations villageoises, pour protéger les tortues vertes. Cette initiative exemplaire a reçu le prix de l'Initiative Équateur par les Nations unies.
La couverture corallienne est encore relativement bonne aux Comores, même si l'explosion démographique, le développement agricole mal géré, la pollution et la pêche destructives représentent des menaces sérieuses pour cet écosystème fragile.

### Poissons des côtes

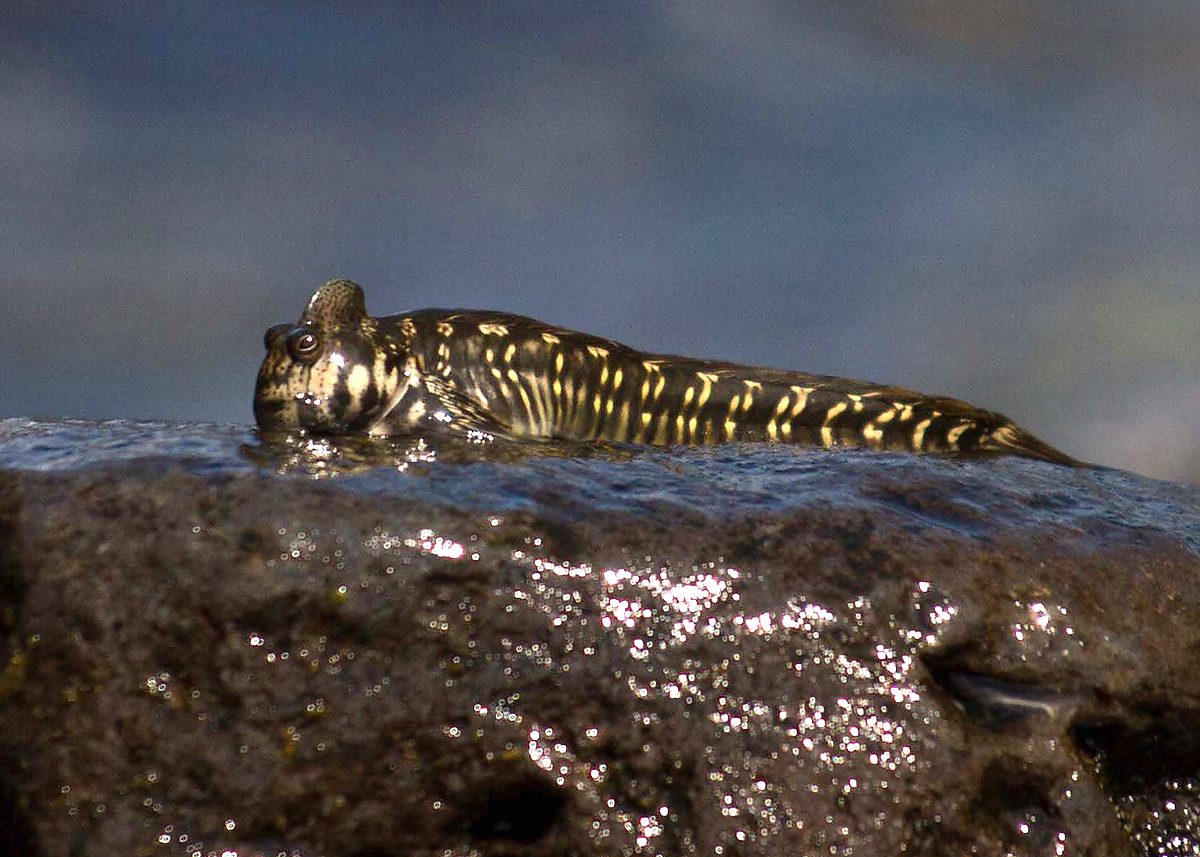
Alticus anjouanae, une espèce de blennie amphibie décrite à Anjouan.

Poisson-coffre, Ostracion, Espadon, Diodon, Aiguille, Tétrodon, Loucoudana, Poisson lune[Lequel ?], Requin (rare), Poisson perroquet, Sole, Labre, Phe[Quoi ?], Poisson du corail[Lequel ?], Dorade, Rouget, Thon, Mulet, Congre, Anguille,
Cabot, Gourami, Seare, Poisson blanc[Lequel ?].
En 1870, les rivières étaient pleines d'anguilles énormes ; on trouvait dans quelques-unes des gouramis et des poissons blancs.

### Crustacés
- Crabes
  - Crabe de cocotier
  - Pagures
- Autre
  - Camarons, Gécarcins, Langoustes, Cloportes

### Mollusques
Une étude de 2013 a recensé 23 espèces de mollusques terrestres (escargots et limaces) pour la seule Mayotte ; le recensement de 2020 compte 12 espèces relativement communes sur l'ensemble de l'archipel.

#### Bivalves(tous marins)
- Bénitiers, que les portugais venaient chercher au XVIe siècle aux Comores
- huîtres (Saccostrea cucullata, Hyotissa hyotis, Lopha cristagalli, Pteria penguin, R. Pinctada margaritifera...)
- spondyles
- Moules

#### Gastéropodes
Gastéropodes terrestres
- Lissachatina fulica - Escargot géant africain, carnivore et invasif

Gastéropodes marins
- Porcelaines
- Strombes
- Cônes

#### Céphalopodes(tous marins)
- Poulpes ou « pwedza » (TC. Octopus cyanea, C. Callistoctopus macropus, R. Abdopus sp.)
- Calmars (TC. Sepioteuthis lessoniana)
- Seiches (R. Sepia pharaonis)
- Sépioles (R. Euprymna sp.)
- Spirules (Spirula spirula, abyssale)

## Insectes
Coléoptères, Névroptères, Hyménoptères, Lépidoptères, Hémiptères, Diptères

## Autre
- Arachnides
  - Nephila comorana
- Annélides, Myriapodes, Scolopendre

## Sources
- La Faune terrestre de l'archipel des Comores (Michel Louette, Danny Meirte et Rudy Jocque, Éditions Du Mrac, 2004, 455p)
- Les visiteurs des rivages (Pierre Huguet, Éditions du Baobab, 2004, 51p)
- Pêche du large et du lagon (Fany Seguin, Éditions du Baobab, 2003, 47p)
- Les oiseaux de Mayotte (Pierre Huguet, Éditions du Baobab, 2003)
- La vie autour des coraux (Fany Seguin, Éditions du Baobab, 2003)
- La faune terrestre de Mayotte (Michel Louette, Éditions du Mrac, 1999, 247p)
- Oiseaux des Comores et leur protection (Michel Louette, Éditions Du Mrac, 1989, 32p)
- Les Oiseaux des Comores (Michel Louette, Éditions du Mrac, 1988, 192p)
- Voix de la nature de Mayotte (cd Audio) (naturalistes de Mayotte, Éditions Du Mrac, 2001)
- Guide sonore des oiseaux nicheurs des Comores (répertoires Complets) (cd Audio) (marc Herremans, Éditions Du Mrac, 2001)
- Oiseaux d'Anjouan (Marc Herremans, Éditions du Mrac, 2000)
- Oiseaux de la Grande Comore (Marc Herremans, Éditions du Mrac, 2000)
- Oiseaux de Mohéli (Marc Herremans, Éditions Du Mrac, 2000)
- Reptiles terrestres de La Grande Comore et Mohéli (Marc Herremans, Éditions du Mrac, 2000)
- Mwana Wa Nyamba N.1(La mer)-Marie-Jo Lo Paris, Mohamed Mhindiri, Projet Biodiversité, UICN/PNUD., ed.1999)
- Mwana Wa Nyamba N.2 (La forêt) Marie-Jo Lo Paris, Mohamed Mhindiri, Projet Biodiversité, UICN/PNUD., ed.2000)
- Espèces de faune et de flore connues en  R.F.I. des Comores. Projet Conservation de la Biodiversité et Développement Durable (Bruno Paris,1999.PNUD/FEM,UICN&DGE Fomboni)
- Marine turtles in the Comoro archipelago (J. Frazier, Elsevier Science, 1985, 196 P)  (ISBN 0-444-85629-3)
- Le Lagon de Mayotte - Sa vie - Sa protection (Jean Claude Spiteri, Hatier, 1992, 16 P)
- Deuss M., Richard G. et Verneau N., Mollusques de Mayotte, Mamoudzou (Mayotte), Naturalistes de Mayotte, 2013, 380 p..
- Olivier Hawlitschek, Rémy Eudeline et Antoine Rouillé, Faune terrestre de l'archipel des Comores, Hambourg, coll. « Guide de terrain », 2020, 338 p. (ISBN 979-10-699-5956-9).